# 210 (число)
Вижте пояснителната страница за други значения на 210.
210 (двеста и десет) е естествено, цяло число, следващо 209 и предхождащо 211.
Двеста и десет с арабски цифри се записва „210“, а с римски цифри – „CCX“. Числото 210 е съставено от три цифри от позиционните бройни системи – 2 (две), 1 (едно), 0 (нула).

## Общи сведения
- 210 е четно число.
- 210-ият ден от годината е 29 юли.
- 210 е година от Новата ера.